# سيلازابريل
سيلازابريل هو إحدى مثبطات الإنزيم المحول للأنجيوتنسين والتي تقوم بتثبيط الإنزيم ACE وتستخدم في حالات قصور القلب وفرط ضغط الدم.
يتوفر في كندا وبعض البلدان الأخرى تحت اسم إنهبيس (Inhibace). ويتوفر في العديد من البلدان الأوروبية تحت أسماء مختلفة منها فاسكيس (Vascace) ودينورم (Dynorm).
الدواء غير متوفر في الولايات المتحدة الأمريكية.